# Gustav Zeillinger
Gustav Zeillinger (* 1. Februar 1917 in Wien; † 16. August 1997 in Oberalm, Salzburg) war ein österreichischer Politiker der FPÖ und Volksanwalt der Republik.

## Leben
Nach der Matura an einem humanistischen Gymnasium in Wien im Jahr 1936 ging er als Einjährig-Freiwilliger zum Österreichischen Bundesheer. Ab 1937 studierte er Rechtswissenschaften an der Universität Wien, das er schon 1940 als Referendar abschloss. Im selben Jahr wurde er zur deutschen Wehrmacht einberufen und kam zu Kriegsende als Oberleutnant einer Panzeraufklärungseinheit nach Salzburg. Hier fand er einen beruflichen Beginn als Richteramtsanwärter, gründete mit einigen Kollegen den Salzburger Juristenverband und arbeitete ab 1948 als Strafverteidiger und Rechtsanwalt. Diesen Beruf übte er bis zu seiner Emeritierung im Jahr 1987 aus. Von 1983 bis 1993 war er Präsident des Vereins österreichischer Steuerzahler. Für die Kronenzeitung arbeitete er ab 1983 mehrere Jahre lang als Steuer-Ombudsmann.
1950 wurde er Landesobmann des ein Jahr zuvor gegründeten Verbandes der Unabhängigen (VdU) Salzburg und 1956 als Gründungsmitglied der Nachfolgeorganisation FPÖ deren Salzburger Landesparteiobmann. Von 1959 bis 1978 bekleidete er die Funktion des Stellvertreters des FPÖ-Bundesparteiobmanns.
1953 gehörte er für kurze Zeit als Abgeordneter dem Salzburger Landtag an. Zwischen 1953 und 1977 war er einer der längstdienenden Abgeordneten zum österreichischen Nationalrat (7. bis 14. Gesetzgebungsperiode) und bald durch seine rednerische Brillanz bekannt. Als Mitglied des Landesverteidigungsrates konnte er zu einigen Reformen des Bundesheeres beitragen und als Vorsitzender des parlamentarischen Justizausschusses (1970–77) maßgeblich an der Strafrechtsreform unter Justizminister Christian Broda mitwirken.
Als Anfang 1977 das Amt des Bundes-Volksanwalts eingeführt wurde, wurde er für sechs Jahre in diese Funktion gewählt, gemeinsam mit Franz Bauer (ÖVP) und Robert Weisz (SPÖ). Sein Nachfolger in diesem Amt wurde Mitte 1983 der FPÖ-Mandatar Helmuth Josseck.

## Auszeichnungen
- 1963: Großes Silbernes Ehrenzeichen für Verdienste um die Republik Österreich[2]
- 1974: Großes Goldenes Ehrenzeichen für Verdienste um die Republik Österreich[2]
- 1983: Großes Silbernes Ehrenzeichen am Bande für Verdienste um die Republik Österreich[2]